# Sjösa
Sjösa är en tätort i Svärta socken i Nyköpings kommun belägen vid Sjösafjärden.

## Historia
År 1385 skrevs ortnamnet i Syoosom, 1455 i Syosa och 1473 i Søsæ. Namnet består av ordet sjö samt en form av ordet hus alternativt av os = "åmynning".
Sjösa gård har anor från 1300-talet.
Järnmalmsgruvorna vid Sjösa brukades fram till 1870- och 1880-talen, men blev sedan nedlagda.
Sjösa järnvägsstation invigdes 15 december 1913 vid Nyköpingsbanan, 7 kilometer från Nyköpings central och 50 kilometer från Järna. Stationen las ner sista december 1976.

### Befolkningsutveckling
| Befolkningsutvecklingen i Sjösa 1970–2020 | Befolkningsutvecklingen i Sjösa 1970–2020 | Befolkningsutvecklingen i Sjösa 1970–2020 | Befolkningsutvecklingen i Sjösa 1970–2020 | Befolkningsutvecklingen i Sjösa 1970–2020 |
| ----------------------------------------- | ----------------------------------------- | ----------------------------------------- | ----------------------------------------- | ----------------------------------------- |
|                                           |                                           |                                           |                                           |                                           |
| År                                        |                                           |                                           | Folkmängd                                 | Areal (ha)                                |
| 1970                                      | 1970                                      |                                           | 341                                       |                                           |
| 1975                                      | 1975                                      |                                           | 452                                       |                                           |
| 1980                                      | 1980                                      |                                           | 520                                       |                                           |
| 1990                                      | 1990                                      |                                           | 491                                       | 50                                        |
| 1995                                      | 1995                                      |                                           | 487                                       | 51                                        |
| 2000                                      | 2000                                      |                                           | 470                                       | 51                                        |
| 2005                                      | 2005                                      |                                           | 477                                       | 51                                        |
| 2010                                      | 2010                                      |                                           | 483                                       | 52                                        |
| 2015                                      | 2015                                      |                                           | 488                                       | 63                                        |
| 2020                                      | 2020                                      |                                           | 478                                       | 58                                        |
| Anm.: Ny tätort 1970                      |                                           |                                           |                                           |                                           |